# たきおと
たきおと（1988年8月25日 - ）は、日本のお笑い芸人。本名、瀧音 圭輔（たきおと けいすけ）。所属事務所はプロダクション人力舎。お笑いコンビ「リトレイン」の元メンバー。スクールJCA16期生。

## 概要・芸風
石川県出身、身長170cm、血液型はO型。特技はルービックキューブ、趣味はDVD鑑賞、釣り、バスケットボール。
2007年に速水優とスクールJCA16期（2007年入学）の同期生同士で「リトレイン」を結成。2011年8月から翌年2月まで、相方の速水が留学していたため、その間、「たきおと」名義でピン芸人として活動をしていた。
2014年11月9日に「リトレイン」を解散し、相方の速水は芸人を引退。自身は引き続きプロダクション人力舎に残り、ピン芸人「たきおと」として活動を継続。ピン芸人転向後は、主に一人コントを披露している。
サカイタカヒロ（元アンゲラー）とコントユニット「タキノート」を結成し、2018年から2019年にかけてInstagramとYouTubeにコント作品を投稿していた。

## 賞レース戦績
- 2015年 R-1ぐらんぷり 2回戦進出
- 2016年 R-1ぐらんぷり 2回戦進出

## 出演

### テレビ
- エンタの天使（日本テレビ）（2009年7月29日） キャッチコピーは「脱力系の異空間」
- 爆笑トライアウト（NHK総合テレビ）
  - 会場審査は8位（289TP）、視聴者投票は9位（429票）。
- オンバト+（NHK総合テレビ）戦績0勝1敗 最高293KB
- NEWCOMER LIVESHOW シンガタ（日本テレビ）- 2010年10月16日
- ジャガイモン（テレ朝チャンネル）- 2010年12月9日

### ラジオ
- 木曜Junk アンタッチャブルのシカゴマンゴ（2009年1月8日）

### ライブ
- バカ爆走!（毎月1日から6日 ミニホール新宿Fu-）
- :他